# Себастьян Жаннере
Себастьян Жаннере (фр. Sébastien Jeanneret, нар. 12 грудня 1973) — швейцарський футболіст, що грав на позиції захисника за низку швейцарських клубних команд і національну збірну Швейцарії.

## Клубна кар'єра
У дорослому футболі дебютував 1991 року виступами за команду клубу «Ле-Мон», в якій провів два сезони, взявши участь у 62 матчах чемпіонату. 
Своєю грою за цю команду привернув увагу представників тренерського штабу клубу «Ксамакс», до складу якого приєднався 1993 року. Відіграв за команду з Невшателя наступні шість сезонів своєї ігрової кар'єри. Більшість часу, проведеного у складі «Ксамакса», був основним гравцем захисту команди.
Протягом 1999—2000 років захищав кольори команди клубу «Серветт».
Завершив професійну ігрову кар'єру у клубі «Цюрих», за команду якого виступав протягом 2000—2003 років.

## Виступи за збірну
1996 року дебютував в офіційних матчах у складі національної збірної Швейцарії. Протягом кар'єри у національній команді, яка тривала 5 років, провів у її формі 18 матчів.
У складі збірної був учасником чемпіонату Європи 1996 року в Англії, на якому виходив на поле у двох з трьох матчів групового етапу, який швейцарці подолати не змогли.